# Archer Martin
Archer John Porter Martin (1 tháng 3 năm 1910 tại London –28 tháng 7 năm 2002) là nhà hóa học người Anh đã cùng đoạt giải Nobel Hóa học 1952 chung với Richard Synge cho việc phát minh ra sắc ký.

## Cuộc đời và sự nghiệp
Martin học ở trường Bedford School và Đại học Cambridge. Ban đầu, ông làm việc ở Phòng thí nghiệm Hóa lý, sau đó chuyển về Phòng thí nghiệm dinh dưỡng Dunn, rồi năm1938 chuyển về "Viện nghiên cứu công nghiệp len" (Wool Industries Research Institution) ở Leeds. Từ năm 1946 tới 1948, ông làm trưởng phân ban hóa sinh của công ty Boots Pure Drug Company, khi gia nhập Hội đồng nghiên cứu Y khoa. Tại đây, ông được bổ nhiệm làm trưởng phân ban hóa lý của "Viện quốc gia nghiên cứu Y khoa" (National Institute for Medical Research) năm 1952 và làm cố vấn hóa học từ năm 1956 tới 1959.
Ông chuyên về ngành hóa sinh, ở một số khía cạnh của Vitamin E và B2,và trong các kỹ thuật dẫn tới việc thành lập sắc ký. Ông phát triển sắc ký chia cắt khi nghiên cứu về việc phân tách các amino acid, và sau đó phát triển sắc ký chất lỏng khí (gas-liquid chromatography).
Ông công bố hơi ít các bài khảo cứu so với các người đoạt giải Nobel điển hình khác — tổng cộng chỉ có 70 bài — nhưng bài thứ 9 của ông đã đoạt giải Nobel. Đại học Houston đã thôi không bổ nhiệm ông vào ban giảng huấn môn hóa học năm 1979 vì số bài khảo cứu công bố của ông chưa đủ.

## Đời tư
Ông kết hôn với Judith Bagenal. Họ có hai người con trai và ba con gái. Trong những năm cuối đời, ông bị bệnh Alzheimer.

## Giải thưởng
- 1952 Giải Nobel Hóa học
- 1959 Huy chương John Price Wetherill

## Trong văn hóa đại chúng
Martin được nói đến trong loạt phim hoạt hình truyền hình The Simpsons trong tập "Flaming Moe's" (mùa 3, tập 10). Nhân vật Martin Prince ám chỉ tới Martin khi đang trình bày bằng cách làm và nói về sắc phổ khí.